# Бременская кухня

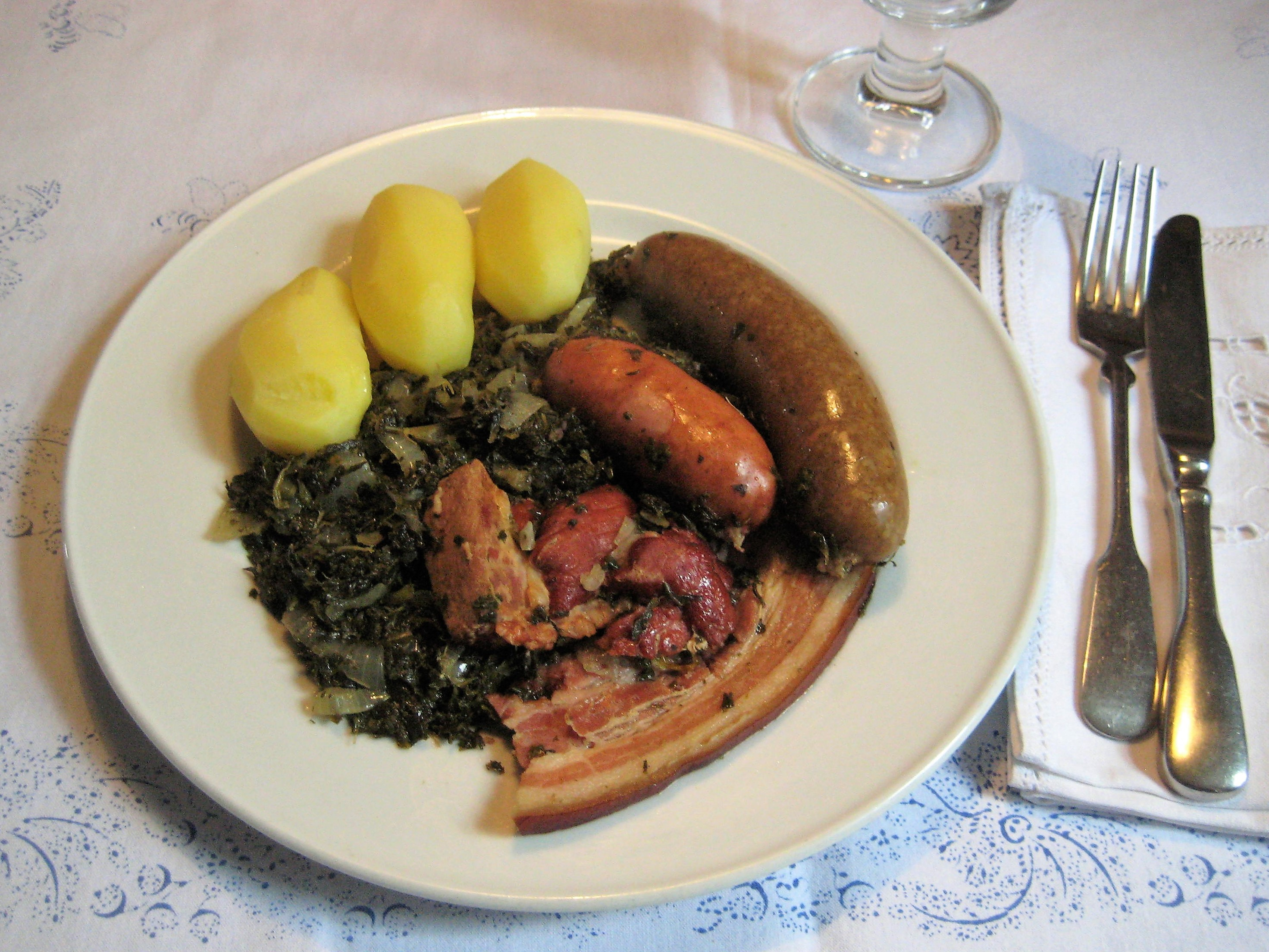
Пинкель с «коричневой капустой», а ещё колбаской, касселером, беконом и отварным картофелем

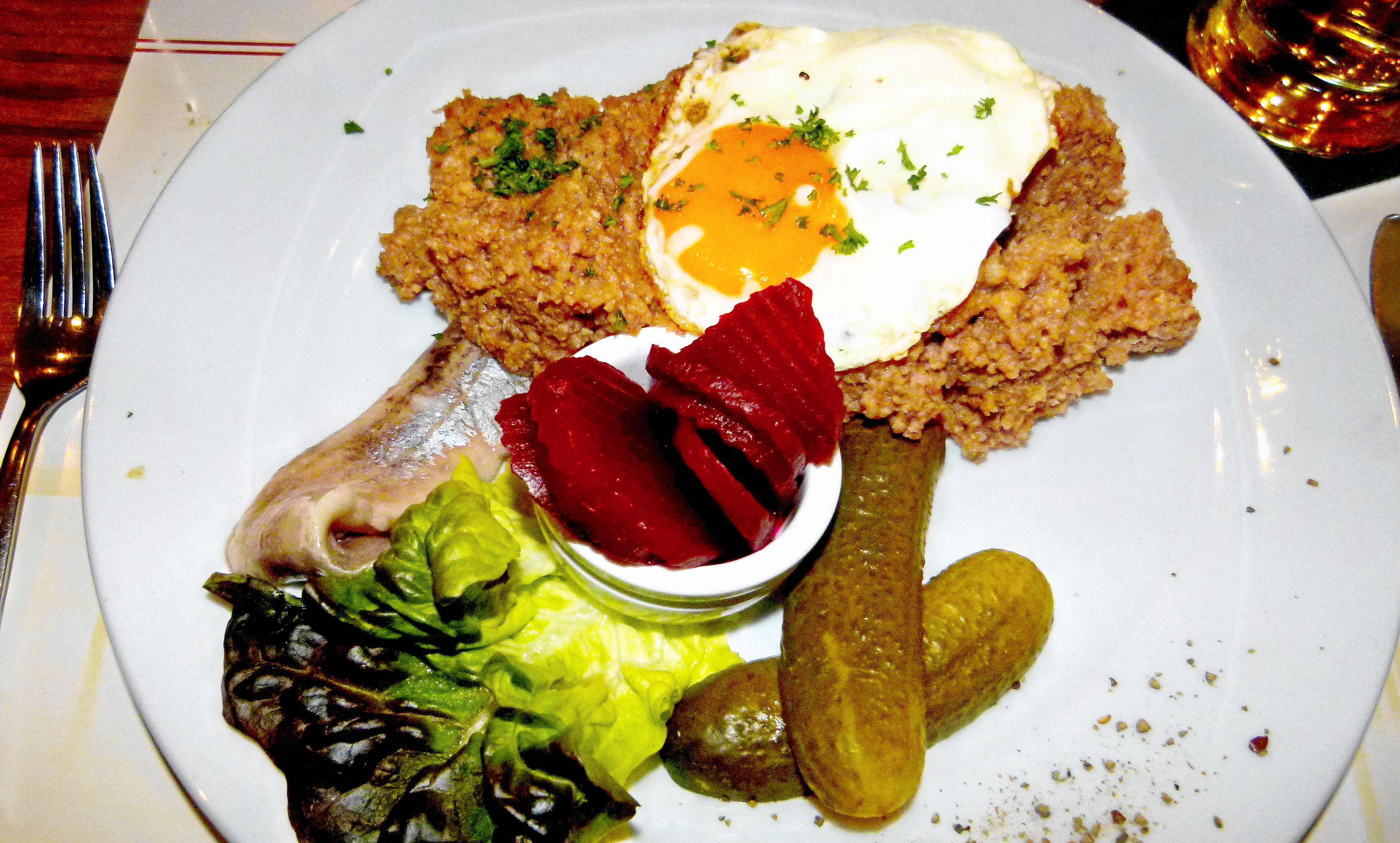
Лабскаус по-бременски

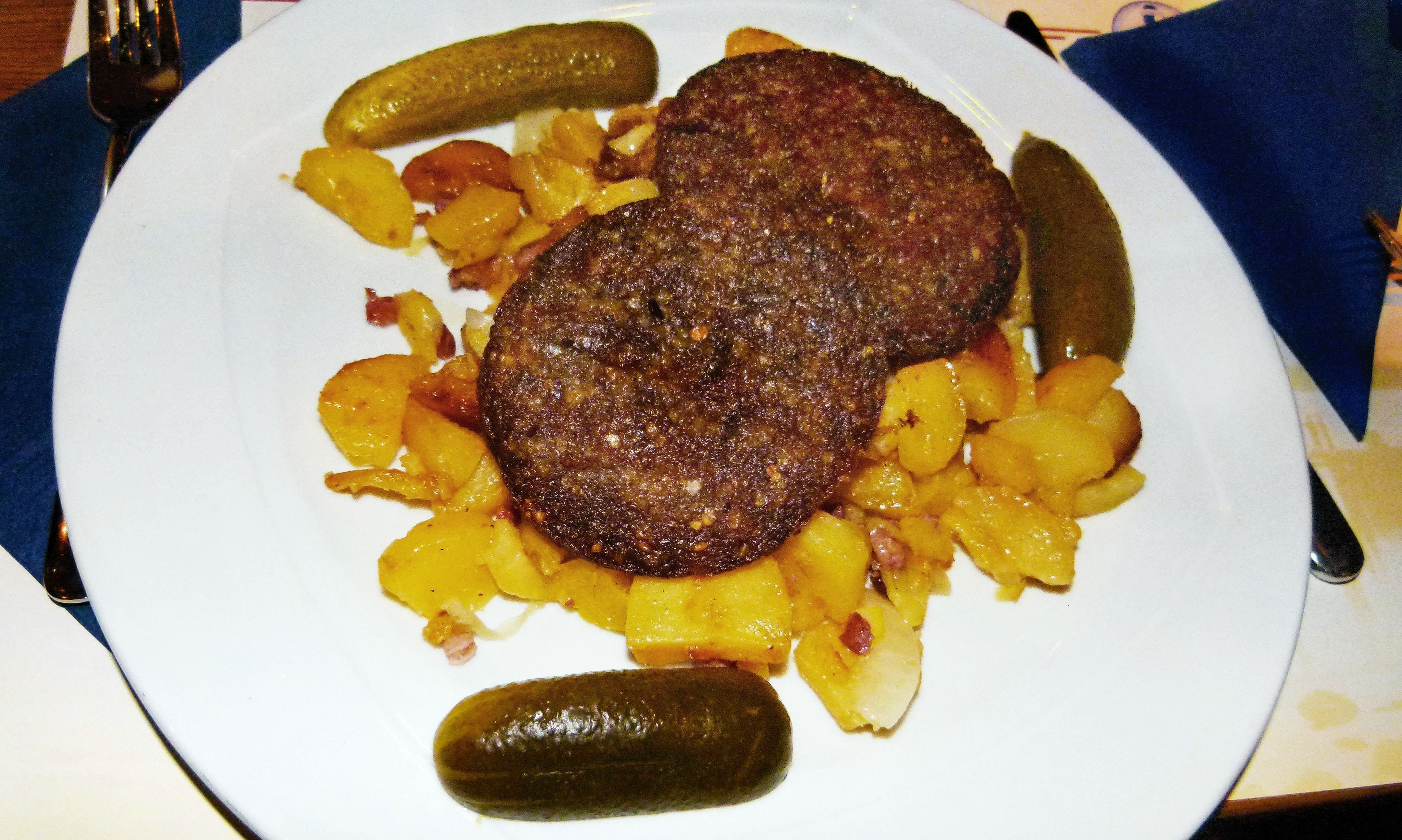
Книпп с жареным картофелем и маринованными огурцами

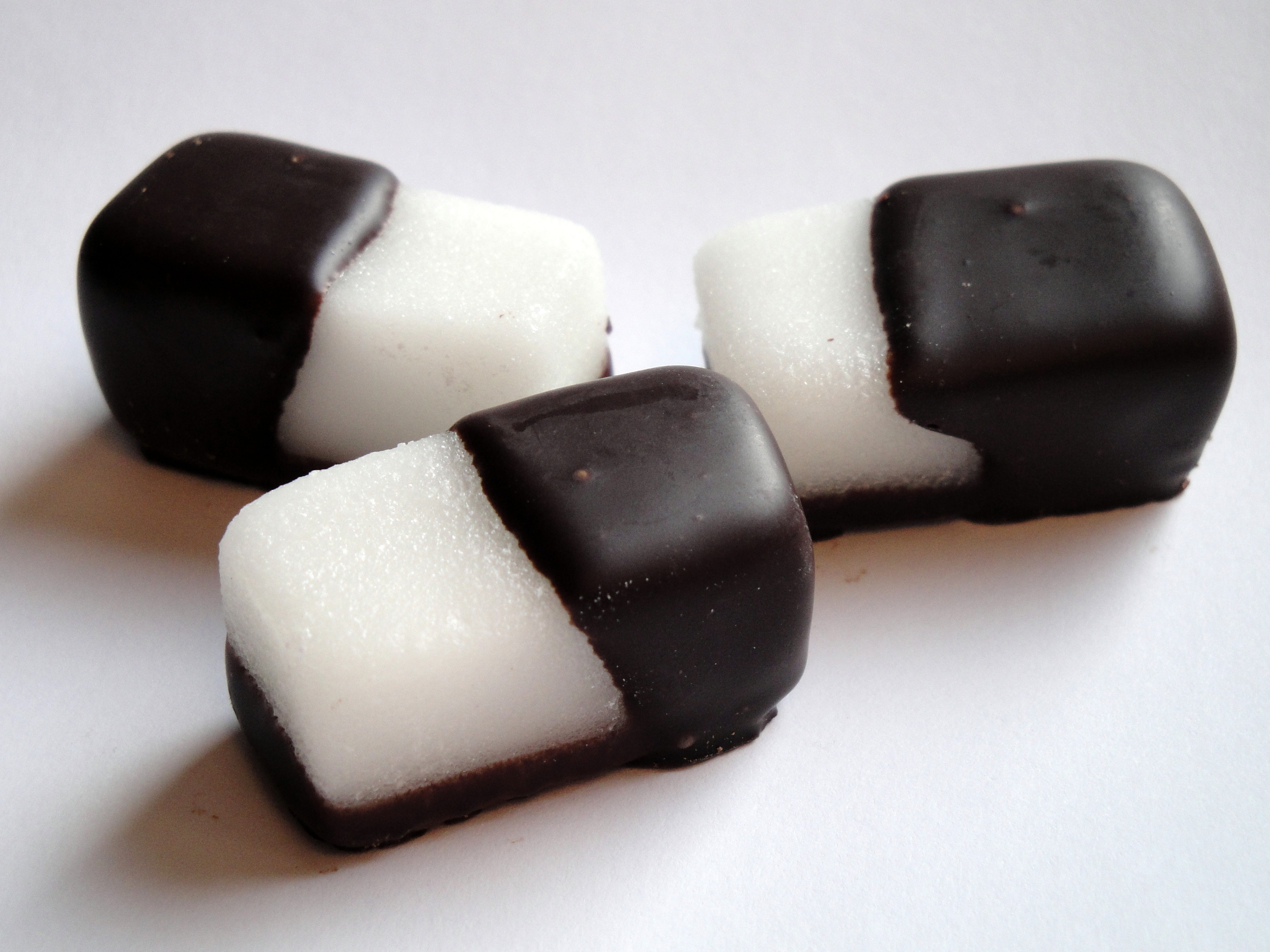
Бременские клутены

Бременская кухня (нем. Bremer Küche) — совокупность гастрономических традиций портового ганзейского города Бремена, обусловленных расположением города на судоходной реке Везер. В Бремене всегда было в достатке рыбы из Северного моря и Везера и поступали заморские товары, доступные для зажиточных слоёв городского населения: экзотические пряности, деликатесные вкусовые продукты и благородные испанские и французские вина. На бременскую кухню оказала влияние основательная и сытная кухня соседней Нижней Саксонии. Главные специалитеты бременской кухни — пинкель с грюнколем, немецкий свадебный суп, лабскаус по-бременски, рагу из цыплят по-бременски и колбаса книпп.
Самым известным блюдом бременской кухни является пинкель с кудрявой капустой. В Бремене кудрявую капусту называют не «зелёной», а «коричневой», поскольку листья её местного сорта содержат красный пигмент и при термической обработке капуста приобретает коричневатый оттенок. В Бремене в сытном блюде «пинкель и капуста» ещё присутствуют касселер, колбаска и жирный бекон, а также отварной или жареный картофель. К «пинкелю и капусте» подходит местное пиво и шнапс (корн или аквавит). С «пинкелем и капустой» связана традиция зимних «капустных поездок» — семейных выездов большими компаниями на природу с развлекательными конкурсами для детей и алкоголем для взрослых и обязательным грюнколем на обед в местном ресторанчике. На таких празднествах первым блюдом часто подают свадебный суп, а на десерт — роте грютце. Простое блюдо «пинкель и грюнколь» подают на ежегодном старинном торжественном обеде шаффермальцайт в бременской ратуше, где по традиции собираются представители моряцкого и купеческого сословий Бремена во фраках. Другой «капустный» специалитет в Бремене — шнитколь (Brassica napus var. pabularia), подвид рапса, имеет мягкий ореховый привкус, который в Бремене называют «шеерколь». «Резаную капусту» готовят как шпинат и подают к тем же касселеру, колбаскам или бекону с картофелем. Шнитколь была очень популярна в начале XX века, но затем практически забыта в 1960-е.
В Бремене популярен также северогерманский сытный айнтопф «груши, фасоль и бекон». Похожий на него местный суп «плукте финкен» с белой фасолью, копчёным салом, морковью, картофелем, яблоками и грушами уходит корнями во времена китобойного промысла: его готовили на китобойных судах с небольшими кусочками ворвани. Лабскаус в Бремене, как и в Дании, готовят из не засоленного мяса, а свежей свинины или говядины, отчего блюдо получается более сочным. Из цыплят весом от 200 до 600 граммов в Бремене готовят фирменное праздничное рагу, для которого ещё требуются раковые и креветочные шейки и говяжий язык. Простое и сытное блюдо в Бремене — разжаренная колбаса книпп, в состав которой помимо субпродуктов входят овсяные хлопья, её подают с отварным или жареным картофелем и маринованными огурцами.
Среди рыбных блюд в бременской кухне преобладают отварная сёмга и пикша. Корюшку в Бремене жарят в сливочном масле обваленной в ржаной муке крупного помола; когда-то она была обычной пищей бедняков, но в настоящее время считается деликатесом.
Зимой в Бремене пекут клабены — старинные пироги, похожие на саксонские штоллены из тяжёлого дрожжевого теста с изюмом, которые подают не только как выпечку к кофе, но и делают с ними бутерброды с сыром, колбасой или ветчиной. К кофе в Бремене популярны «завёрнутые пироги» виккелькухены — сочные рулеты из дрожжевого теста с начинками из изюма, миндаля, марципана и грецких орехов. Бременским специалитетом являются сдобные сухари-кафеброты, обваленные в коричном сахаре, которые принято макать в кофе. Сухарные плиты для них выпекают из лёгкого слегка подслащенного дрожжевого теста. Бременский «кофейный хлеб» — это также обжаренный в духовом шкафу белый хлеб со сливочным маслом, посыпанный сахаром и корицей. Типичная бременская сладость — баббелеры, сладкие ментоловые или мятные палочки. Помимо масла перечной мяты они содержат сахар, глюкозный сироп и воду и, вероятно, являются первыми в мире леденцами от кашля. Завёрнутые по традиции в пергаментную бумагу баббелеры обязательно продаются на Фраймаркте, а в течение всего года — в аптеках, киосках, магазинах здорового питания, чайных лавках и супермаркетах. Шоколадно-мятный вкус имеют и типичные бременские конфеты-помадки клутены. В 1950-е годы в Бремене появился ещё один сладкий специалитет — «бременские кофейные зёрна», конфеты с начинкой из обжаренных кофейных зёрен в мокко-глазури, обваленных в какао-порошке.